# Cywydd
Le cywydd est un mètre employé par les bardes gallois du Moyen Âge tardif. Il fait son apparition au commencement du XIVe siècle et devient la forme préférée des bardes jusqu'à l'éclipse de l'ordre bardique. Parmi les grands maîtres du cywydd se trouvent Dafydd ap Gwilym et Iolo Goch. C'était la grande époque de la poésie galloise sur les mètres traditionnels, souvent appelée L'âge du cywydd.
Par sa forme, le cywydd consiste en couplets rimés dont chaque vers est obligatoirement conforme au système complexe de cynghanedd.
Le cywydd reste encore un des plus populaires mètres traditionnels pour les poètes de langue galloise contemporains.